# AG-ON Premium
AG-ON Premium（エジオン プレミアム）は、文化放送がかつて運営していたアニラジ（アニメ・ゲーム・声優関連）専門のインターネットオンデマンド配信サイト。

## 概要
超!A&G+や文化放送で配信・放送された番組、またはその関連番組のほか、当サイトのオリジナル番組をオンデマンド配信していた。視聴には無料の会員登録が必要で、一部番組の視聴は有料だった。
文化放送運営の『AG-ON』（2017年12月28日をもってサービス終了）の後継オンデマンド配信サイトとして2017年2月21日よりプレオープン、同年3月17日より正式サービスを開始した。
「番組の一部を切り取ってSNSで拡散できるシェア機能」「視聴しながら感想等を書き込めるコメント機能」「テキストメッセージにイラストが挿入できるステッカー機能」「番組のタイムラインに沿ってコメント投稿数の盛り上がりがグラフで表示されるヒートマップ機能」を備えている。
2024年3月31日をもってサービスを終了した。同年4月1日、文化放送は総合配信プラットフォーム「QloveR」を開始し、本サービスで配信されていた一部番組はQloveRに実質的に移行した。

## 番組一覧
- [毎] - 毎週更新
- [隔] - 隔週更新
- [月1] - 月1回更新
- [月2] - 月2回更新
- [新] - 最新回のみ視聴可能
- [動] - 動画配信
- [生] - 生配信
- [有] - 有料配信
- [超] - 本配信元が超!A&G+の番組
- [文] - 本放送元が文化放送の番組
- [P] - AG-ON Premiumによるオリジナル番組
- [関超] - 本配信（超!A&G+）の一部分、または本配信とは別の関連番組
- [継超] - 本配信が超!A&G+から移行してきた番組
- [継ON] - オンデマンド配信がAG-ONから移行してきた番組

### 配信していた番組
月曜 - 金曜更新
- 本気!アニラブ〜AG-ON Premium - [月2][動][関超][継ON]
- 井澤・立花 ノルカソルカ - [毎][動][有][超]

月曜日更新
- えなこの○○ラジオ - [毎][動][新][超]
- 村瀬くんと八代くん（仮） - [毎][新][超][継ON]
- アニきゅん! - [月2][動][超]

火曜日更新
- 安済知佳 いちかばちか - [毎][動][新][関超]
- 和田昌之と金子有希のWADAX Radio - [毎][動][超][継ON]

水曜日更新
- 砂山・赤崎アワー えじまる増刊号 - [隔][動][関超][継ON]
- ヒャダインのわーきゃーいわれたい(α) - [毎][動][生][新][継超]
- 渕上舞のとりあえずまぁ、話だけでも。 - [毎][動][新][超]
- 大坪龍矢&中優一郎のsmall BANG!! - [月2][動][関超][超]
- 飛べっ!石飛! - [毎][動][有][超]
- プリンセスカフェラジオ  - [毎][動][超]

木曜日更新
- らじぽっ! - [隔][動][超][継ON]
- アクターズゲート - [月2][動][超][継ON]
- まりんか・とみたんのRadioフジゲームス+ - [毎][動][超]
- 伊波杏樹のRadio Curtain Call - [毎][超]
- ブシロードpresents秦佐和子と工藤晴香のミュージックパーティ! - [毎][動][超]

金曜日更新
- ラジオどっとあい - [毎][継ON][P]
- MAN TWO MONTH RADIO - [毎][継ON][P]
- Yamaha presents みゅ〜ぱら - [毎][文]
- 久保ユリカが1人しゃべりなんて胃が痛い。（AG-ON版） - [毎][動][関超][継ON]
- かえひろみのHIROMIX Radio - [毎][動][有][継超]
- グリモアpresents ブレ×ブレ ラジオのようなもの - [毎][文]
- 深町寿成・小松昌平 TWO for ONE - [毎][P]
- 松田・卯野のA&Gアカデミー潜入捜査記! - [隔][動][超]

土曜日更新
- 小澤亜李・長縄まりあのおざなり - [毎][動][新][超][継ON]
- 逢坂市立花江学園〜Radio - [毎][動][関超][継ON]
- 能登麻美子 おはなしNOTE - [毎][超][継ON]
- 井澤美香子・諏訪ななかのふわさた - [毎][関超][継ON]
- 内田真礼とおはなししません? - [毎][関超][継ON]
- i☆Ristation!! - [毎][動][新][超]
- 篠田みなみ・指出毬亜のちぐはぐ。 - [毎][動][関超]
- ラジオアニメージュ - [月2][動][新][超][関超][継ON]

日曜日更新
- 超速電波ヴァルキリータ→ン - [毎][動][超][継ON]
- 福圓美里・佐藤利奈のろヴらじ - [毎][超]

特定日更新
- 植田益朗のアニメ!マスマスホガラカ - [月2][P]
- 今日から始めるネトゲのススメ - [月1][動][新]

#### 単発番組・不定期更新番組
- 忍野さらのイチオシの・・・・・♡
- 祁答院慎と行く○○
- 西山宏太朗のたろゆめ!Premium
- 和地ともうします。
- 天津向presents 新人声優四つどもえラジオ
- 映画「この世界の片隅に」富野監督×片渕監督 特別対談
- 村瀬くんと八代くんと蒼井くん〜ディレクターズカット版
- 村瀬くんと八代くんと山谷くん〜ディレクターズカット版
- i☆Ris山北早紀の はなきん（＾_＾）→さきさまんでー♪
- AT-X 夏の新番組に、俺、出演してませんけど、番宣しますSP
- ヨナヨナFRIDAY
- 小峯愛未の本気!アニラブ クイーンスペシャル
- ラジオアニメージュのイベント3〜真夏のボタクたち〜
- LGエレクトロニクス・ジャパンプレゼンツ 瑠璃子・佑磨のウルトラワイドスペシャル
- 山本彩乃のラジオ・シュタインズゲート出張版～CR STEINS；GATE発表記念SP～
- 学園祭学園プレゼンツ 喋って歌え!学園祭PART III

#### 終了した更新番組
2017年
- AVA presents 竹内美宥・石川界人のMusic Creative! - [毎][超][文]
- RADIO of VERMILION〜マナタワー放送局〜 - [毎][動][超][継ON]
- NOW ON AIRのLOVE!おんえあ〜 - [毎][動][超][継ON]
- 二ノ宮市丸と明坂聡美のえじぷれっ! 〜AG-ON Premium Presents - [毎][動][P]
- アプリコット・レグルスのメロメロ Radio! - [毎][動][超]
- 田辺留依・指出毬亜の裏るい・まりあ〜じゅっ☆ - [毎][動][関超]
- 高垣彩陽のあしたも晴レルヤ - [毎][新][超][継ON]

2018年
- りっぴー・れいれいのRadioフジゲームス+ - [毎][超]
- セハガールのハードなSEGA情報RADIO『セハラジ』 - [毎][動][新][超][継ON]
- 芹澤優のVtuberとあ～そぼっ! - [毎][動][超]
- 諏訪部順一・西田雅一の覚醒チューン! - [毎][超][継ON]
- 阿部敦・植田佳奈のガンストうぇ〜ぶ!! - [毎][超][継ON]
- 武内駿輔のGooooood JOB! - [毎][新][超]